# Rogier Bosman
Rogier Bosman (Den Haag, 29 juni 1974) is een Nederlandse componist, arrangeur en musicus. Hij is een van de leden van de Wereldband en arrangeert en schrijft daarnaast regelmatig voor anderen.

## Conservatorium
Rogier Bosman volgde zijn middelbareschoolopleiding op het Conservatorium in Den Haag (Middelbare School voor Jong Muziektalent). Daarna studeerde hij hoorn en schoolmuziek aan het Koninklijk Conservatorium en compositie/arrangeren aan het Rotterdams Conservatorium. Tot 2006 was hij als docent liedbegeleiding en arrangeren verbonden aan het Koninklijk Conservatorium.

## Wereldband
In 1997 richt Rogier Bosman samen met Willem van Baarsen, Ro Krauss en Sanne van Delft de Wereldband op. Samen met gastmuzikanten maakten zij tot nu toe zes theatershows:
- Lekker Warm (2005-2007), in seizoen 05/06 met Oene van Geel en Wim Lammen, in seizoen 06/07 met Carlo Banning en Rombout Stoffers
- KEET (2007-2009), met Stanislav Mitrovic en Tim Satink
- Twist (2009), met Stanislav Mitrovic en Tim Satink
- Kopmannen (2009-2011), in seizoen 09/10 met Stanislav Mitrovic en Tim Satink, in seizoen 10/11 met Hubert-Jan Hubeek en Tim Satink
- OnHändelbaar (2011-2012), met Tim Satink: samenwerkingsproject met het Residentie Orkest
- Go! (2011), met Tim Satink en de danseressen Kinga Laslzo, Tamara Markus en Ester Natzijl

In de zomer van 2011 stond de Wereldband samen met Ellen ten Damme in het Koninklijk Concertgebouw (Amsterdam) tijdens de Robeco Zomerconcerten. 

Bij de Wereldband speelt Bosman onder andere accordeon, trompet, bugel, bandoneón, slagwerk, mondharp, gitaar, basgitaar en toetsen. Ook schrijft en componeert hij regelmatig materiaal voor de shows.

## Wende
Van 2004 tot 2006 maakte Bosman deel uit van de band van Wende Snijders. Hij speelde bugel, accordeon en percussie in haar veelgeprezen debuutvoorstelling WENDE, waarvan de dvd Au Suivant een Edison-nominatie verdiende. Voor Wendes tweede cd La fille noyée maakte hij een aantal arrangementen en maakte hij wederom deel uit van de band bij de concerttour in september 2006. La fille noyée werd in 2007 bekroond met een Edison Award.

## Composities en arrangementen
Bosman werkt regelmatig als componist en arrangeur voor orkesten en theatergezelschappen. Tot 2005 werkte hij tevens als repetitor en dirigent. Hij werkte onder andere voor het Ro Theater, Art&Pro en Joop van den Ende Theaterproducties. In 2007 was hij betrokken bij Paradijs Poesjkin, een samenwerkingsproject van Toneelgroep Oostpool, Introdans en Het Gelders Orkest. In 2008 leverde hij arrangementen voor Overgang, de solovoorstelling van Karin Bloemen en voor het concert Iedereen is van de wereld van Thé Lau met Orkest de Volharding.  In 2008 en 2010 verzorgde hij de arrangementen voor de familiemusicals Knofje en het circus en Knofje, waar ben je? van Theatergroep POP, gebaseerd op de tv-serie Knofje. In 2011 componeerde Bosman de muziek voor de jeugdvoorstelling Hats! van Theaterorkest Max Tak met Roosmarijn Luyten.

## Televisie
Bosman werkte als arrangeur mee aan de tv-programma's Een Nieuwe Jas Live (2008, AVRO), Chantal(at)avro.nl (2008, AVRO) en Het Metropole Orkest Ontmoet (2009, AVRO). In 2010 en 2011 was hij muzikaal leider bij de uitreiking van de Gouden Kalveren op het Gala van de Nederlandse Film (VPRO). In 2011 componeerde hij de opening van het 5 Mei Concert op de Amstel (NOS), georganiseerd door het Nationaal Comité 4 en 5 mei. Voor dit concert maakte hij tevens arrangementen voor popzanger Alain Clark en klassiek sopraan Annemarie Kremer.

Als arrangeur voor het Metropole Orkest schreef hij voor vele solisten als Huub van der Lubbe, Chantal Janzen, Wouter Hamel, Acda en De Munnik, Leona Philippo, René Froger, Lilian Vieira (Zuco 103), Cystine Carreon, Jan Rot, Sam Bettens (K's Choice), Nick & Simon en Ruben Hein.